# HD 30912
HD 30912，又名BD+27 701，SAO 76802、HR 1554，是一颗恒星，视星等为5.97，位于銀經174.2，銀緯-10.13，其B1900.0坐标为赤經4h 46m 32.2s，赤緯+27° -10.13′ 49″。